# Оливера, Луис
Луис Оливера (исп. Luis Olivera; 24 октября 1998) — аргентинский футболист, защитник клуба «Атлетико Альварадо».

## Клубная карьера
Оливера — воспитанник футбольной академии «Ривер Плейта». В 2015 году он был включён в заявку основной команды. 8 ноября в матче против «Ньюэллс Олд Бойз» Луис дебютировал в аргентинской Примере, заменив во втором тайме Леонеля Ванджони.
В 2017 году Оливейра был отдан в аренду в «Сан-Мартин» из Сан-Хуана.

## Международная карьера
В 2015 году Оливера принял участие в юношеском чемпионате Южной Америки в Парагвае. На турнире он сыграл в матчах против команд Боливии, Чили, Бразилии, Парагвая, Колумбии, Эквадора и дважды Уругвая.
В том же году Луис принял участие в юношеском чемпионате мира в Чили. На турнире он сыграл в матчах против команд Германии и Мексики.

## Достижения
Международные
 Аргентина (до 17)
- Юношеский чемпионат Южной Америки — 2015